# Dikraneura pakistaniensis
Dikraneura pakistaniensis är en insektsart som beskrevs av M. Firoz Ahmed 1969. Dikraneura pakistaniensis ingår i släktet Dikraneura och familjen dvärgstritar.
Artens utbredningsområde är Pakistan. Inga underarter finns listade i Catalogue of Life.